# 오시 (사르데냐)
오시(Ossi)는 사르데냐 이탈리아 지역의 사사리도에 있는 코무네이다. 칼리아리에서 북서쪽으로 약 170 킬로미터 (110 mi), 사사리 (사르데냐)에서 남동쪽으로 약 6 킬로미터 (4 mi) 떨어진 로그도로에 위치한다.
이 지역에는 선사 시대 무덤인 야누스의 집이 있다.

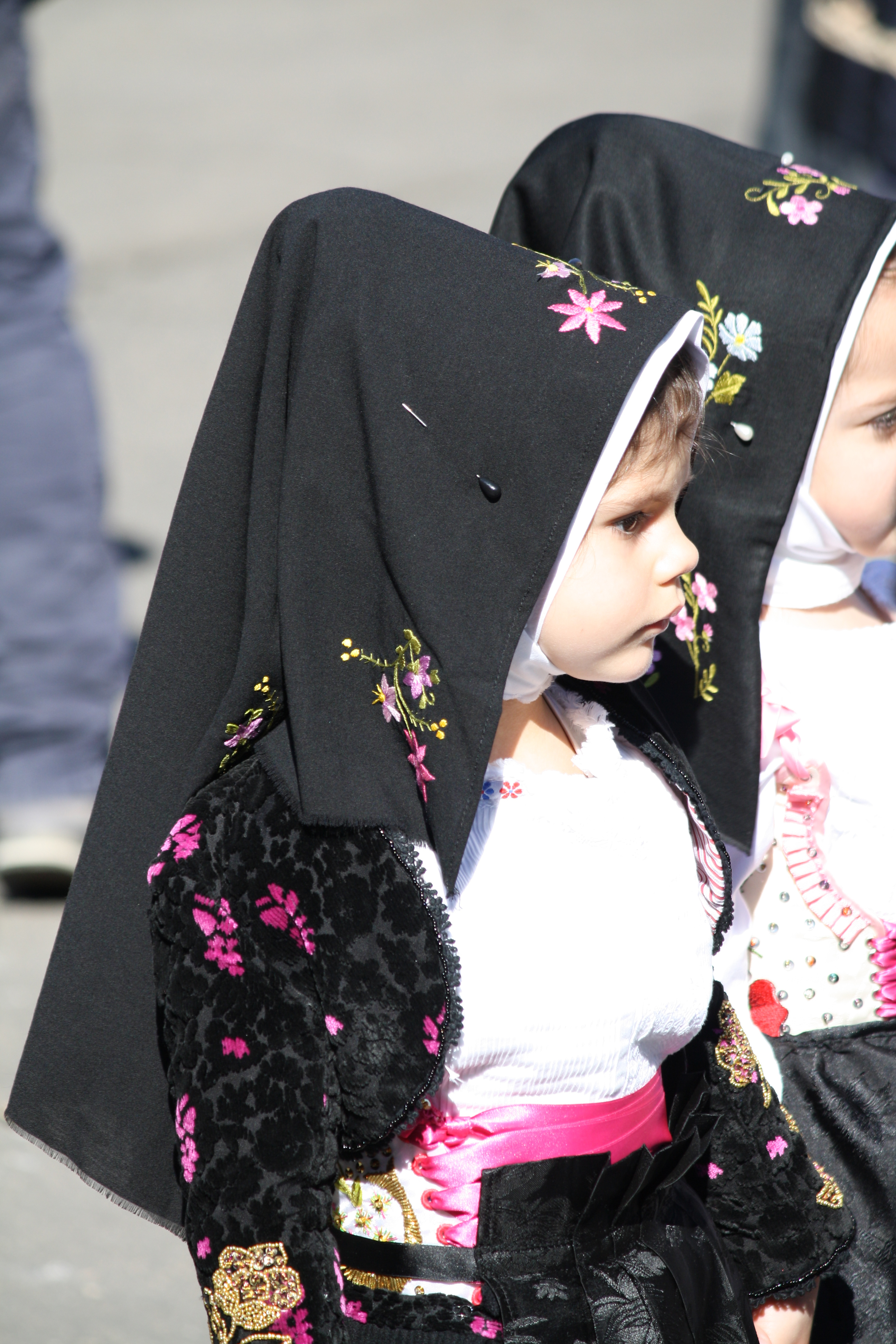
오시의 전통 의상